# Alejandro Navarro
Alejandro Navarro Gutiérrez (ur. 30 listopada 1993 w Guadalajarze) – meksykański piłkarz występujący na pozycji defensywnego pomocnika, obecnie zawodnik Toluki.

## Kariera klubowa
Navarro jest wychowankiem klubu Deportivo Toluca, do którego seniorskiej drużyny został włączony jako dwudziestolatek przez szkoleniowca José Cardozo. W Liga MX zadebiutował 13 kwietnia 2014 w wygranym 2:1 spotkaniu z Leónem.
| Sezon     | Klub             | Kraj   | Rozgrywki | Mecze | Bramki |
| --------- | ---------------- | ------ | --------- | ----- | ------ |
| 2013/2014 | Deportivo Toluca | Meksyk | Liga MX   | 3     | 0      |
| 2014/2015 | Deportivo Toluca | Meksyk | Liga MX   | 9     | 0      |
| 2015/2016 | Deportivo Toluca | Meksyk | Liga MX   |       |        |